# تایگر پوینت (فلوریدا)
تایگر پوینت (به انگلیسی: Tiger Point) یک منطقهٔ مسکونی در ایالات متحده آمریکا است که در فلوریدا واقع شده‌است. تایگر پوینت  ۳٬۰۹۰ نفر جمعیت دارد و ۰٫۹۱ متر بالاتر از سطح دریا قرار دارد.